# گیرنده تیغه‌ای-بینی
گیرنده‌های تیغه‌ای-بینی (انگلیسی: Vomeronasal receptors) گروهی از گیرنده‌های بویایی هستند که احتمالاً گیرنده‌های فرومون باشند. فرومون‌ها در شاخه جانوران انتقال پیام‌های جنسی نقش دارند.
در پستانداران، این سیگنال‌های شیمیایی توسط اندام تیغه‌ای-بینی که یک حسگر شیمیایی در قاعدهٔ تیغه بینی است، حس می‌شود.
اندام تیغه‌ای-بینی در بسیاری از دوزیستان، خزندگان و پستانداران غیر نخستی‌سان وجود دارد اما در پرندگان، میمون‌های راست‌بینیان بالغ و انسان‌واران دیده نمی‌شود.
اینکه آیا اندام تیغه‌ای-بینی در انسان فعال است یا خیر، محل بحث و پژوهش است. اندام تیغه‌ای-بینی به‌طور یقین در جنین انسان موجود است، اما در بزرگسالان آتروفی شده یا دیده نمی‌شود.

## در انسان
- VN1R1
- VN1R2
- VN1R3
- VN1R5